# Le Marchand de tortues
Le Marchand de tortues est une peinture à l'huile sur toile  réalisée en 1854 par le peintre français Pierre Puvis de Chavannes (1824-1898), considéré comme un précurseur du symbolisme, influencé par Ingres. Ce tableau est conservé dans le fonds du Musée d'Orsay, depuis son acquisition en 2014.

## Description
Le tableau, de dimensions 89 × 118 cm, présente en extérieur diurne sur un canal de Venise, au premier plan, un jeune vendeur de tortues, chichement vêtu, à moitié adossé à une colonne, le regard tourné vers une dame apparemment aisée et sa suivante, jouant avec des chiens. Au centre du tableau à dominante gris-rose, une femme, accompagnée de son enfant, transporte deux seaux au moyen d'une palanche.
Quel message Puvis de Chavannes veut-il faire passer? Quand certains travaillent, d'autres vendent ou mendient et d'autres jouent ?

## Historique
Le Marchand de tortues est une œuvre qui a beaucoup voyagé. Restée propriété de son auteur jusqu'en 1898, elle passe ensuite entre les mains de son neveu Camille Jordan, parti à Londres.
Elle reste dans cette ville jusqu'au en 2001 [collections Henri Jordan, M. de La Garde, P. et D. Colnaghi (Galerie), Jean-Luc Baroni] puis en Belgique où elle rejoint une collection particulière, puis Paris et New-York.
En 2014, elle est achetée par l'établissement public administratif du musée d'Orsay.

## Expositions
- Exposition de la Société artistique des Bouches-du-Rhône, Marseille, France, 1855
- Puvis de Chavannes et la peinture lyonnaise du XIXe siècle, Lyon, France, 1937
- Puvis de Chavannes, 1824-1898, 1976
- Puvis de Chavannes, 1824-1898, Ottawa, Canada, 1976